# Église Saint-Hilaire de Saint-Hilaire-du-Bois (Gironde)
Pour les articles homonymes, voir Église Saint-Vivien.
L'église Saint-Hilaire de Saint-Hilaire-du-Bois est une église catholique située dans le département français de la Gironde, sur la commune de Saint-Hilaire-du-Bois, en France.

## Localisation
L'église se trouve au cœur du très petit village situé sur la route départementale D131 qui relie les routes D 672 (Sauveterre-de-Guyenne au nord et Bagas au sud-est) et D670 (Sauveterre-de-Guyenne au nord et Saint-Macaire au sud-ouest).

## Historique
L'édifice construit au XIIe siècle est inscrit au titre des monuments historiques par arrêté du 21 décembre 1925.

## Galerie

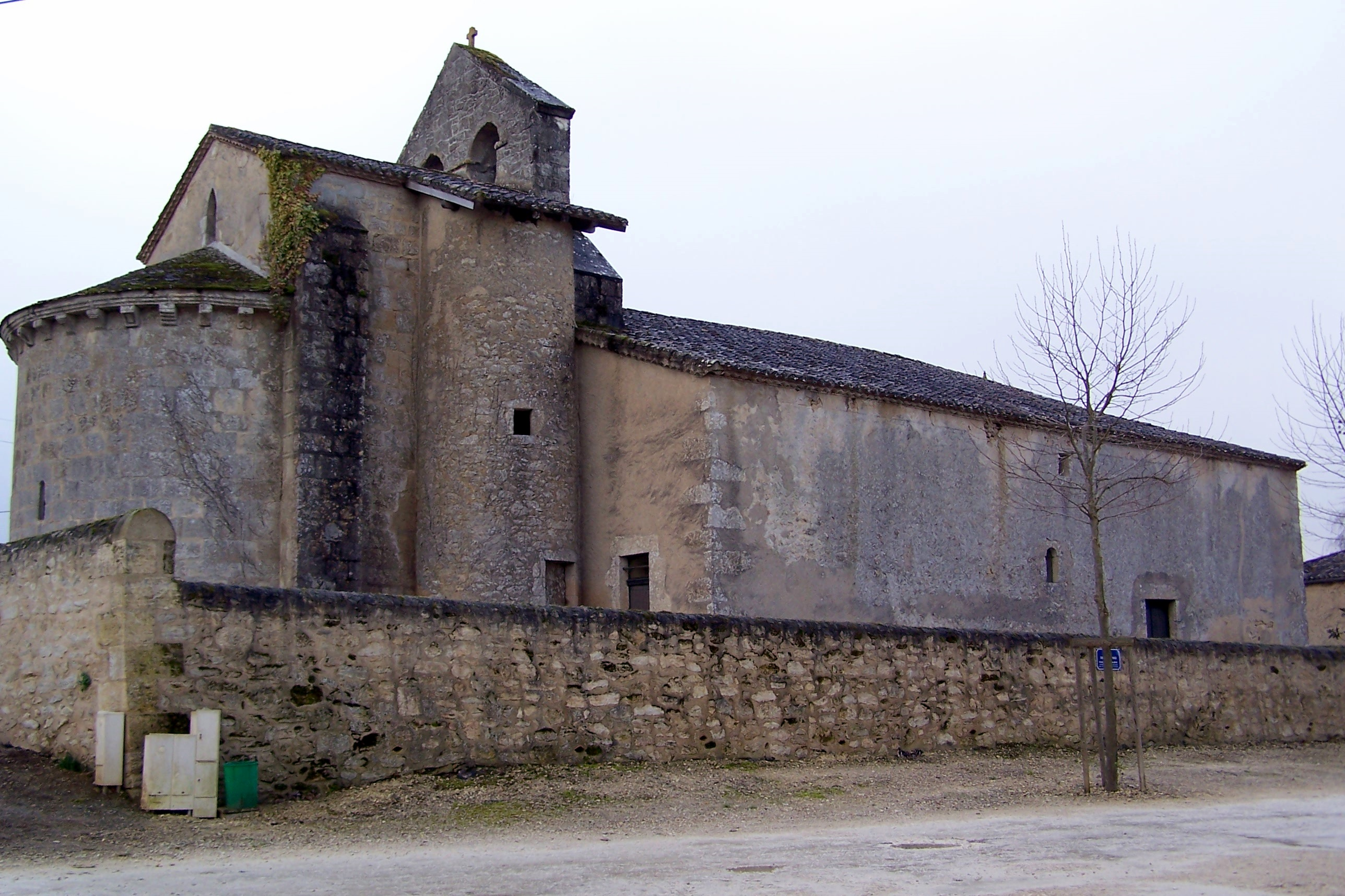
Vue nord-est de l'église (janv. 2012)
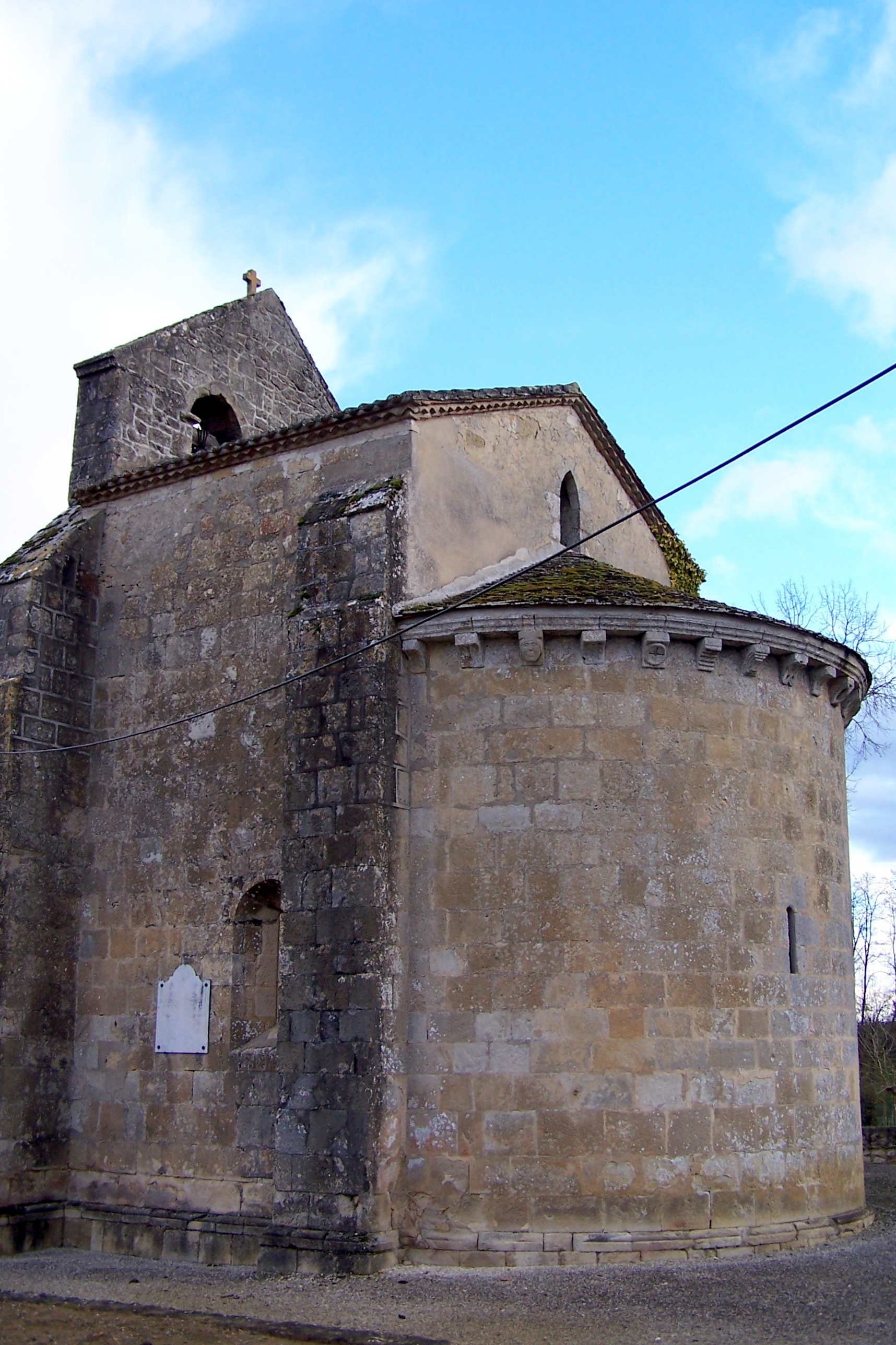
Le chevet, vue sud-est (janv. 2012)
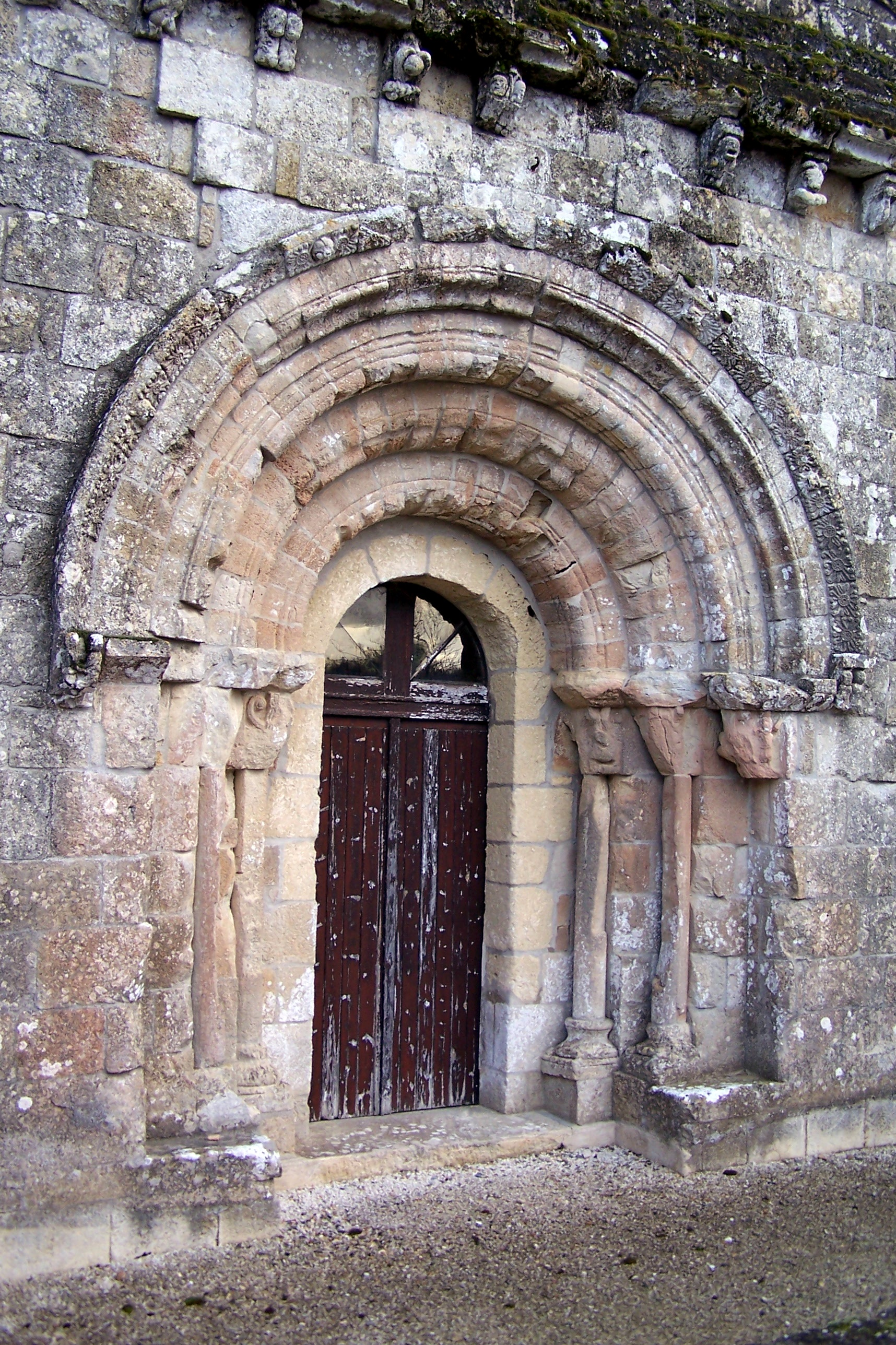
Le portail à l'ouest (janv. 2012)